# Chakurinochabl
Chakurinochabl (ros. Хакуринохабль, adygejski Хьэкурынэхьабл) – auł w Rosji, w Adygei, stolica rejonu szowgienowskiego, w większości zamieszkany przez Adygejczyków (91,8% w 2002).